# Sistem endocrin
Sistemul endocrin cuprinde totalitatea glandelor secretoare. Reprezintă totalitatea glandelor endocrine și mixte (care combină ambele funcții: exocrină și endocrină) ale corpului animalelor. Glandele endocrine secretă hormoni în interiorul corpului, pentru a coordona activitatea organismului.
Hormonii secretați sunt vărsați direct în sânge.

## Prezentare generală

### Funcții de natură endocrină
- Participă la menținerea homeostazie;
- Participă la reglarea umorală a organismului;
- Participă la procesele metabolice ale organismului;
- Stimulează creșterea și dezvoltarea organismului;
- Participă la procesul de reproducere (prin stimularea secreției hormonilor sexuali);
- Diferențierea caracterelor masculine sau feminine la oameni în perioada adolescenței.

### Afecțiuni de natură endocrină
- diabet zaharat
- diabet insipid
- gușa endemică
- acromegalia
- gigantism hipofizar
- nanism hipofizar/tiroidian
- obezitate
- boala Conn
- boala Addison
- sindromul Cushing

## Glandele endocrine
Glandele cu endocrine principale sunt: hipofiza, hipotalamus, glanda tiroidă, glandele suprarenale (adrenale), pancreasul endocrin, testicul, ovar, timus, epifiză.